# L'importanza di chiamarsi Ernest
L'importanza di chiamarsi Ernest (The Importance of Being Earnest) è un film del 2002 diretto da Oliver Parker, basato sulla commedia satirica L'importanza di chiamarsi Ernesto di Oscar Wilde.
La pellicola vede Colin Firth e Rupert Everett nei ruoli dei protagonisti Jack e Algy,  affiancati da Frances O'Connor, Reese Witherspoon, Judi Dench e Tom Wilkinson.
Nel 1952, Anthony Asquith sceneggiò e diresse una versione della commedia di Wilde, L'importanza di chiamarsi Ernesto interpretata da Michael Redgrave, Joan Greenwood, Dorothy Tutin, Edith Evans e Margaret Rutherford.

## Trama
Nell'Inghilterra dell'età vittoriana, Algernon Moncrieff ed Ernest Worthing sono due amici di vecchia data. Il primo abita in città ed il secondo in campagna, ed entrambi vivono una "vita segreta": Algernon finge di avere un vecchio amico malato di nome Bunbury in campagna, mentre Ernest, il cui vero nome invece è Jack, finge di avere un fratello scapestrato di nome Ernest, nome con cui appunto si presenta in città. Questo espediente permette loro di assentarsi dalle rispettive case e famiglie quando meglio credono.
Jack ama Gwendolen Fairfax, cugina di Algernon, e vorrebbe sposarla. La donna ricambia il sentimento, ma desidera fermamente ed esclusivamente sposare un uomo di nome Ernest. Lady Bracknell, ricca madre di Gwendolen e zia di Algernon, rifiuta però il fidanzamento quando scopre che Jack è orfano, ritrovato nella borsa di un deposito bagagli ferroviario. Nel frattempo Algernon si presenta alla casa di campagna di Jack spacciandosi per lo scapestrato Ernest, e si innamora di Cecily Cardew, diciottenne di cui Jack è il tutore. Anche Cecily è convinta che amerà un uomo di nome Ernest.
Quando Gwendolen raggiunge la casa di campagna del "suo" Ernest, conosce Cecily e dopo un iniziale equivoco su Ernest, le due scoprono che né Algernon né Jack si chiamano in realtà così. Anche Lady Bracknell giunge alla dimora di campagna di Jack, e intima a Gwendolen di fare ritorno a casa. Algernon le comunica l'intenzione di sposare Cecily, e quando la zia apprende l'entità della rendita della giovane, accetta le nozze. È però Jack a rifiutare il permesso, almeno fino a quando la donna non gli concederà la mano di Gwendolen.
Casualmente però Lady Bracknell riconosce in Miss Prism, ora istitutrice di Cecily, la bambinaia dei figli della propria sorella (la madre di Algernon), rivelando che anni addietro era scomparsa con il nipotino appena nato. Miss Prism ammette una leggerezza costata la scomparsa del piccolo, perduto in una stazione ferroviaria: questo svela che quel piccolo era proprio Jack, fratello minore di Algernon, e così Lady Bracknell autorizza finalmente le nozze.
Se Jack può sposare Gwendolen, Algernon potrà impalmare Cecily: l'unico dubbio che rimane è quello del vero nome di battesimo dell'ex trovatello. Lady Bracknell dice che fu battezzato come il padre ma non ricorda il nome del cognato (che tutti in famiglia chiamavano Il Generale), e lo stesso vale per Algernon che si giustifica con un "l'ho conosciuto appena, è morto quando avevo tre anni"; si è dunque obbligati a ricorrere agli elenchi militari degli ufficiali. Worthing trova la pagina che riporta il nome del padre e annuncia a tutti i presenti che lui ha sempre saputo di chiamarsi Ernest. Con grande gioia generale, specie di Gwendolen. Ma nel libro, che lui chiude subito, vediamo invece il nome di John.

## Riconoscimenti
- 2003 - Nastro d'argento
  - Migliori costumi a Maurizio Millenotti
- 2002 - Teen Choice Awards
  - Nomination Miglior attrice in un film commedia a Reese Witherspoon

## Produzione
- L'attrice Finty Williams, che recita la parte di Lady Bracknell quando questa era una giovane ballerina, è la figlia di Judi Dench, la quale ha il ruolo dell'anziana Lady Bracknell.
- Le scene dove Rupert Everett dà una pacca sul sedere a Colin Firth e dove Everett bacia Firth sulla guancia sono state improvvisazioni. Il regista Oliver Parker considerò la reazione di Firth così divertente che decise di lasciarla nella versione finale del film[senza fonte].

## Distribuzione
Distribuito da Miramax a partire dal 17 maggio 2002, il film ha incassato circa 17 milioni di dollari in tutto il mondo.